# Grand Prix FINA de nage en eau libre
Le Grand Prix FINA de nage en eau libre (officiellement « FINA Open Water Swimming Grand Prix ») est une compétition internationale de nage en eau libre organisée par la World Aquatics.
Il est composé chaque année de huit à dix étapes se déroulant dans différents lieux naturels à travers le monde. Depuis 2007, seules des épreuves de plus de 10 km composent le Grand Prix FINA, celles de 10 km faisant partie de la Coupe du monde de marathon FINA. Les nageurs des pays membres de la Fédération internationale de natation peuvent participer aux différentes étapes de cette compétition. Chaque nageur se voit attribuer des points en fonction de son classement et de la dotation financière de chaque course.
Depuis 2018, le Grand Prix FINA de nage en eau libre est renommé en « FINA UltraMarathon Swim Series ».

## Palmarès
| Année | Hommes                                         | Femmes                                  |
| ----- | ---------------------------------------------- | --------------------------------------- |
| 2007  | Petar Stoychev (BUL)                           | Esther Nuñez Morera (ESP)               |
| 2008  | Petar Stoychev (BUL)                           | Natalya Pankina (RUS)                   |
| 2009  | Petar Stoychev (BUL)                           | Camilla Frediani (ITA)                  |
| 2010  | Petar Stoychev (BUL)                           | Pilar Geijo (ARG)                       |
| 2011  | Petar Stoychev (BUL)                           | Pilar Geijo (ARG)                       |
| 2012  | Trent Grimsey (AUS)                            | Esther Nuñez Morera (ESP)               |
| 2013  | Damián Blaum (ARG)                             | Olga Kozydub (RUS)                      |
| 2014  | Joanes Hedel (FRA)                             | Silvie Rybarova (CZE) Pilar Geijo (ARG) |
| 2015  | Evgenij Pop Acev (MKD)                         | Pilar Geijo (ARG)                       |
| 2016  | Tomi Stefanovski (MKD)                         | Olga Kozydub (RUS)                      |
| 2017  | Evgenij Pop Acev (MKD) Guillermo Bertola (ARG) | Barbara Pozzobon (ITA)                  |
| 2018  | Edoardo Stochino (ITA)                         | Barbara Pozzobon (ITA)                  |